# Prenantia spectrum
Prenantia spectrum är en mossdjursart som först beskrevs av Jullien 1882.  Prenantia spectrum ingår i släktet Prenantia och familjen Smittinidae. Inga underarter finns listade i Catalogue of Life.